# デビスカップ1902
第2回 デビスカップ（当時の名称：International Lawn Tennis Challenge, 国際ローンテニス・チャレンジ）に関する記事。1902年8月6日-8日にかけて行われた。

## 第2回大会
1901年のデビスカップは8月1日に予定されていたが、両国の都合がつかなかったため、第2回大会は1902年8月6日-8日にアメリカ・ニューヨークブルックリンにある「クレセント・アスレティック・クラブ」で開催された。第2回デビスカップは、アメリカとイギリスの2か国のみで行われた。最初期のイギリス・チームは「イギリス諸島」 (British Isles) というチーム名であり、1912年までこの名称でデビスカップに出場した。
1990年の第1回大会から1939年までは、大会の正式名称は「インターナショナル・ローンテニス・チャレンジ」（International Lawn Tennis Challenge）だった。ウィキペディア日本語版記事では、すべてのイベントを「デビスカップxxxx」として記載する。

## 代表選手
- アメリカ：ドワイト・デービス（カップ寄贈者）、マルコム・ホイットマン、ホルコム・ウォード、ウィリアム・ラーンド
- イギリス諸島：レジナルド・ドハティー、ローレンス・ドハティー、ジョシュア・ピム

## 試合結果
| · アメリカ合衆国 · 3 | クレセント・アスレティック・クラブ（ニューヨークブルックリン） 1902年8月6-8日 | クレセント・アスレティック・クラブ（ニューヨークブルックリン） 1902年8月6-8日           | · イギリス諸島 · 2 |      |     |     |     |  |
| \| \| \| \| 1 \| 2 \| 3 \| 4 \| 5 \| \| \| - \| \| --------------------------------------------------------------------------------------- \| --- \| ---- \| --- \| --- \| --- \| \| \| 1 \| \| マルコム・ホイットマン ジョシュア・ピム \| 6 1 \| 6 1 \| 1 6 \| 6 0 \| \| \| \| 2 \| \| ウィリアム・ラーンド レジナルド・ドハティー \| 6 2 \| 6 3 \| 3 6 \| 4 6 \| 4 6 \| \| \| 3 \| \| ドワイト・デービス / ホルコム・ウォード ローレンス・ドハティー / レジナルド・ドハティー \| 6 3 \| 8 10 \| 3 6 \| 4 6 \| \| \| \| 4 \| \| ウィリアム・ラーンド ジョシュア・ピム \| 6 3 \| 6 2 \| 6 3 \| \| \| \| \| 5 \| \| マルコム・ホイットマン レジナルド・ドハティー \| 6 1 \| 7 5 \| 6 4 \| \| \| \| |                                                                               |                                                                                         |                    |      |     |     |     |  |
| |                                                                               |                                                                                         | 1                  | 2    | 3   | 4   | 5   |  |
| 1 | アメリカ合衆国 · イギリス                                                     | マルコム・ホイットマン ジョシュア・ピム                                                 | 6 1                | 6 1  | 1 6 | 6 0 |     |  |
| 2 | アメリカ合衆国 · イギリス                                                     | ウィリアム・ラーンド レジナルド・ドハティー                                             | 6 2                | 6 3  | 3 6 | 4 6 | 4 6 |  |
| 3 | アメリカ合衆国 · イギリス                                                     | ドワイト・デービス / ホルコム・ウォード ローレンス・ドハティー / レジナルド・ドハティー | 6 3                | 8 10 | 3 6 | 4 6 |     |  |
| 4 | アメリカ合衆国 · イギリス                                                     | ウィリアム・ラーンド ジョシュア・ピム                                                   | 6 3                | 6 2  | 6 3 |     |     |  |
| 5 | アメリカ合衆国 · イギリス                                                     | マルコム・ホイットマン レジナルド・ドハティー                                           | 6 1                | 7 5  | 6 4 |     |     |  |

## 参考資料
- 公式サイト　参考資料はすべて公式サイトから引き出せるが、様々な種類の資料を見いだせることから、各記事中にも直接関連するリンクを掲載する。
- 1901年の予定　開催予定日だった「1901年8月1日」が分かる。
- 第2回試合結果
- イギリス諸島　（1900年-1912年まで）